# Linjärt ekvationssystem

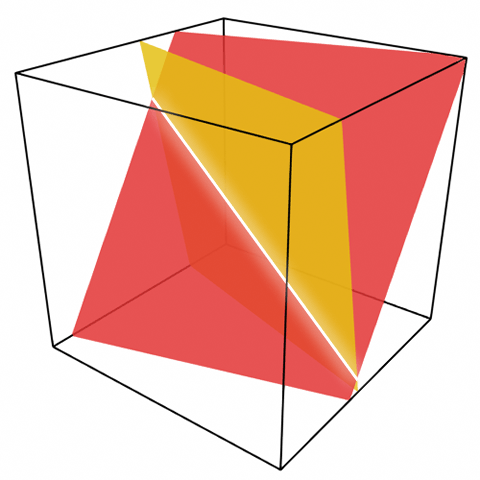
Lösningen till två ekvationer i tre variabler är vanligen en linje

Ett linjärt ekvationssystem är en uppsättning av ett ändligt antal linjära ekvationer med den algebraiska formen
{\displaystyle {\begin{alignedat}{7}a_{11}x_{1}&&\;+\;&&a_{12}x_{2}&&\;+\cdots +\;&&a_{1n}x_{n}&&\;=\;&&&b_{1}\\a_{21}x_{1}&&\;+\;&&a_{22}x_{2}&&\;+\cdots +\;&&a_{2n}x_{n}&&\;=\;&&&b_{2}\\\vdots \;\;\;&&&&\vdots \;\;\;&&&&\vdots \;\;\;&&&&&\;\vdots \\a_{m1}x_{1}&&\;+\;&&a_{m2}x_{2}&&\;+\cdots +\;&&a_{mn}x_{n}&&\;=\;&&&b_{m}\end{alignedat}}}
där {\displaystyle x_{1},\ x_{2},...,x_{n}} är variabler, de obekanta, {\displaystyle a_{11},\ a_{12},...,\ a_{mn}} är systemets koefficienter och {\displaystyle b_{1},\ b_{2},...,b_{m}} konstanter.
Ett system sägs vara underbestämt om antalet ekvationer är färre än antalet obekanta och överbestämt om antalet ekvationer är större än antalet obekanta.
Ett linjärt ekvationssystem kan också tolkas med vektorer där de obekanta kan ses som vikter till en kolonnvektor i en linjärkombination:
{\displaystyle x_{1}{\begin{bmatrix}a_{11}\\a_{21}\\\vdots \\a_{m1}\end{bmatrix}}+x_{2}{\begin{bmatrix}a_{12}\\a_{22}\\\vdots \\a_{m2}\end{bmatrix}}+\cdots +x_{n}{\begin{bmatrix}a_{1n}\\a_{2n}\\\vdots \\a_{mn}\end{bmatrix}}={\begin{bmatrix}b_{1}\\b_{2}\\\vdots \\b_{m}\end{bmatrix}}}

## Lösningar till linjära ekvationssystem
Ett linjärt ekvationssystem sägs ha en lösning om alla variabler samtidigt uppfyller samtliga ekvationer. Linjära ekvationssystem har antingen ingen lösning, exakt en lösning eller oändligt många lösningar. Underbestämda system kan antingen sakna lösningar eller ha oändligt många lösningar.
Om man konstruerar en matris av koefficienterna i ekvationerna ordnade enligt
{\displaystyle A={\begin{bmatrix}a_{11}&a_{12}&\cdots &a_{1n}\\a_{21}&a_{22}&\cdots &a_{2n}\\\vdots &\vdots &\ddots &\vdots \\a_{m1}&a_{m2}&\cdots &a_{mn}\end{bmatrix}},\quad }
och kolonnvektorerna
{\displaystyle \mathbf {x} ={\begin{bmatrix}x_{1}\\x_{2}\\\vdots \\x_{n}\end{bmatrix}},\quad \mathbf {b} ={\begin{bmatrix}b_{1}\\b_{2}\\\vdots \\b_{m}\end{bmatrix}}}
så kan ovanstående ekvationssystem skrivas 
{\displaystyle A\mathbf {x} =\mathbf {b} }
Detta är ekvationssystemet på matrisform.
Ekvationen har lösningen 
{\displaystyle \mathbf {x} =A^{-1}\mathbf {b} },
där {\displaystyle A^{-1}} är inversen till {\displaystyle A}, förutsatt att determinanten för A är skild från noll och att antalet ekvationer är lika många som antalet obekanta. 
Det är inte beräkningseffektivt att först invertera en matris och sedan multiplicera den med en vektor, så både vid lösning för hand och med hjälp av datorer brukar systemen lösas med andra metoder. Olika varianter av Gausselimination är vanliga. 
Ett ekvationssystem där många av variablerna har noll som koefficient kallas glesa och tar i allmänhet betydligt mindre beräkningskapacitet för att lösas förutsatt att en algoritm som utnyttjar glesheten används. Glesa ekvationssystem är vanliga vid exempelvis numerisk behandling av differentialekvationer, till exempel har bandmatrismetoden fått namn efter strukturen på ekvationssystemet den ger upphov till. 
Om antalet ekvationer är lika med antalet obekanta kommer matrisen A att vara kvadratisk. Determinanten för en kvadratisk matris A kan avslöja om systemet har en entydig lösning eller inte. Om {\displaystyle det(A)=0} så kan ekvationen endera ha oändligt många lösningar (med ett ändligt antal frihetsgrader) eller ingen lösning. En frihetsgrad kan tolkas som att lösningen har en parameter som kan sättas till ett godtyckligt värde.

### Eliminering av variabler
Den enklaste metoden för att lösa ett system av linjära ekvationer är variabeleliminering:
1. Välj en ekvation och lös ut en variabel.
2. Sätt in uttrycket för variabeln från steg 1 i de övriga ekvationerna.
3. Fortsätt tills endast en ekvation återstår, lös ekvationen och bakåtsubstituera tills alla lösningar är funna.

#### Exempel
{\displaystyle {\begin{alignedat}{7}x&&\;+\;&&3y&&\;-\;&&2z&&\;=\;&&5&\\3x&&\;+\;&&5y&&\;+\;&&6z&&\;=\;&&7&\\2x&&\;+\;&&4y&&\;+\;&&3z&&\;=\;&&8&\end{alignedat}}}
Den första ekvationen löses för x med x = 5 + 2z - 3y och efter insättning i den andra och tredje ekvationen fås
{\displaystyle {\begin{alignedat}{5}-4y&&\;+\;&&12z&&\;=\;&&-8&\\-2y&&\;+\;&&7z&&\;=\;&&-2&\end{alignedat}}}
Lösning av den första ekvationen för y ger y = 2 + 3z och efter insättning i den andra ekvationen erhålls z = 2. Vi har nu
{\displaystyle {\begin{alignedat}{7}x&&\;=\;&&5&&\;+\;&&2z&&\;-\;&&3y&\\y&&\;=\;&&2&&\;+\;&&3z&&&&&\\z&&\;=\;&&2&&&&&&&&&\end{alignedat}}}
Insättning av z = 2 i den andra ekvationen ger y = 8 och insättning av z = 2 och y = 8 i den första ekvationen ger x = -15. Lösningsmängden är därmed (x, y, z) = (-15, 8, 2).

## Homogena ekvationssystem
Ett system av linjära ekvationer är homogent om de konstanta termerna är noll:
{\displaystyle {\begin{alignedat}{7}a_{11}x_{1}&&\;+\;&&a_{12}x_{2}&&\;+\cdots +\;&&a_{1n}x_{n}&&\;=\;&&&0\\a_{21}x_{1}&&\;+\;&&a_{22}x_{2}&&\;+\cdots +\;&&a_{2n}x_{n}&&\;=\;&&&0\\\vdots \;\;\;&&&&\vdots \;\;\;&&&&\vdots \;\;\;&&&&&\,\vdots \\a_{m1}x_{1}&&\;+\;&&a_{m2}x_{2}&&\;+\cdots +\;&&a_{mn}x_{n}&&\;=\;&&&0\\\end{alignedat}}}
Ett homogent system är ekvivalent med en matrisekvation av formen
{\displaystyle A{x}={\textbf {0}}}
där A är en m × n matris, x är en kolonnvektor med n element och 0 är nollvektorn med m element.
Det är uppenbart att ett homogent system har lösningen 
{\displaystyle x_{1}=x_{2}=\ldots =x_{n}=0}
vilken kallas den triviala lösningen.
Att ett homogent ekvationssystem har icke-triviala lösningar innebär alltså att det finns lösningar där inte alla xk är noll, vilket är definitionen på linjärt beroende:
Ett homogent linjärt ekvationssystem har en icke-trivial lösning då och endast då systemets kolonnvektorer är linjärt beroende.
Kolonnvektorerna x1...xn kan antas vara element i ett rum med dimensionen p. Om n är större än p är vektorerna linjärt beroende vilket innebär att
Ett homogent linjärt ekvationssystem med fler obekanta än ekvationer har alltid en icke-trivial lösning.
Till exempel är lösningen till systemet
{\displaystyle {\begin{alignedat}{7}2x&&\;+\;&&y&&\;+\;&&z&&\;=\;&&0&\\x&&\;-\;&&2y&&\;-\;&&z&&\;=\;&&0&\end{alignedat}}}
linjen
{\displaystyle x=t,y=3t,z=-5t\,}
vilken är skärningslinjen mellan de plan i R3 som definieras av ekvationerna.

## Geometrisk tolkning

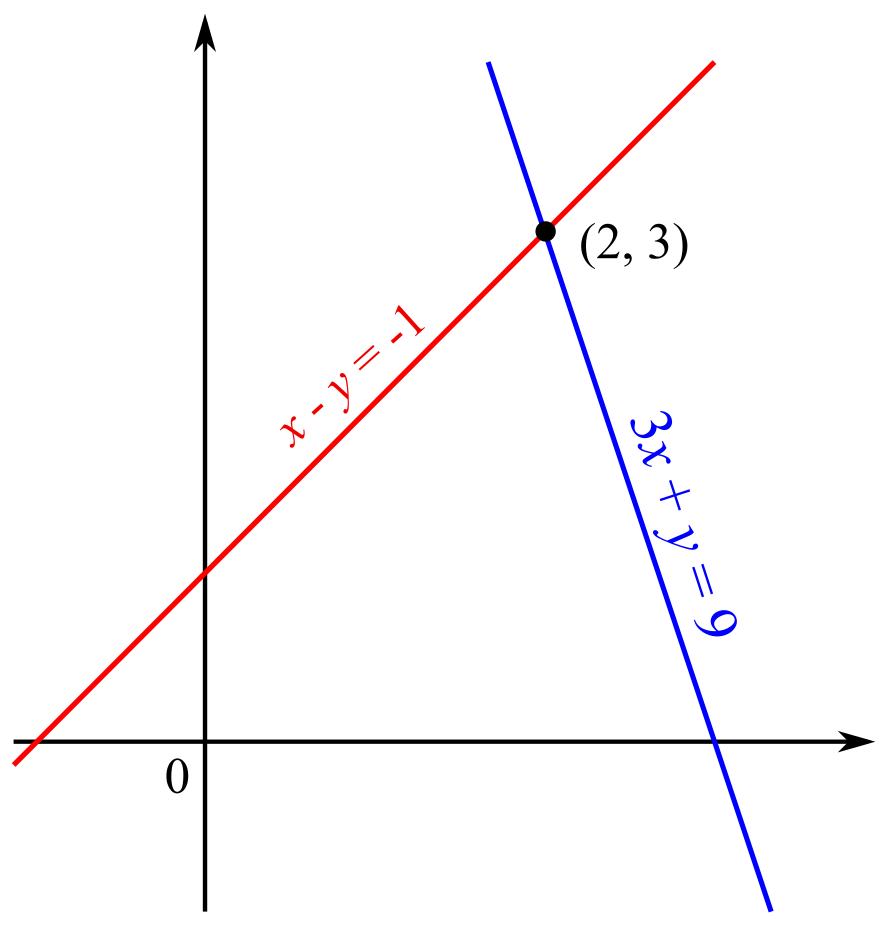
Två linjer i planet med en gemensam skärningspunkt

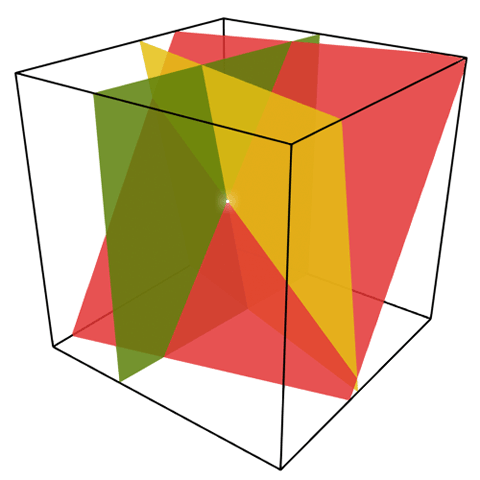
Tre plan i rummet med en gemensam skärningspunkt

I ett linjärt rum i två dimensioner kan en linje skrivas på formen 
{\displaystyle Ax+By=C\,}
Två linjer skär varandra om de inte är parallella. Är de parallella kan de antingen vara identiska eller olika. Lösningsmängden kan då ses som de gemensamma punkterna för linjerna. Två identiska linjer har alla punkter gemensamma, alltså finns det oändligt många lösningar. Två parallella linjer som inte skär varandra har inga gemensamma punkter och alltså finns inga lösningar. Två linjer som inte är parallella skär varandra i precis en punkt, och då finns en entydig lösning till systemet.
I ett linjärt rum i tre dimensioner kan ett plan skrivas på formen 
{\displaystyle Ax+By+Cz=D\,}
Ett underbestämt ekvationssystem med två ekvationer och tre obekanta kan karaktäriseras av två plan. Lösningsmängden representeras av alla de punkter i rummet som de två planen har gemensamma. Om planen inte är parallella så skär de varandra i en linje, och lösningsmängden blir då en linje i rummet. Om planen är identiska, är lösningsmängden detta plan. Är planen parallella och olika finns inga lösningar. 
Ett ekvationssystem med tre ekvationer och tre obekanta har en entydig lösning precis då de tre planen skär varandra i en punkt. Har planen ingen gemensam skärningspunkt finns inga lösningar till systemet. 
Vektorn (A, B, C), bildad av koefficienterna i planets ekvation, är en normalvektor till planet.
För att undersöka om planens normalvektorer är linjärt beroende kan determinanten till matrisen för motsvarande ekvationssystem beräknas.